# Bryoria pikei
Bryoria pikei är en lavart som beskrevs av Brodo & D. Hawksw. Bryoria pikei ingår i släktet Bryoria och familjen Parmeliaceae.   Inga underarter finns listade i Catalogue of Life.